# Ян Хучэн
Ян Хучэн (кит. трад. 楊虎城, упр. 杨虎城, пиньинь Yáng Hǔchéng, палл. Ян Хучэн; 26 ноября 1893 — 6 сентября 1949) — китайский генерал во время Эры милитаристов в Китае и гоминьдановский генерал во время Гражданской войны в Китае.
Стал известен как один из лидеров Сианьского инцидента.

## Жизнь
Происхождение Ян Хучэна неизвестно. В 1926 году стал военачальником провинции Шэньси. После поражения и отставки Фэн Юйсяна и Янь Сишаня в Войне центральных равнин Ян присоединился к армии Гоминьдана, став командующим Северо-западной армии. Получив приказ разбить коммунистические армии в округе Яньань, соединившись с северо-восточной армией Чжан Сюэляна в 1935, был впечатлен боеспособностью коммунистов, потому поддерживал предложение коммунистов выступить совместно в Японо-китайской войне.
Поскольку обе стороны прекратили военные действия, председатель Гоминьдана Чан Кайши отправился в Сиань в начале декабря, чтобы понять причину бездействия сторон. Как только Чан Кайши отказался от предложения коммунистов действовать совместно в войне против Японии Чжан Сюэлян и Ян Хучэн арестовали Чан Кайши и держали его под арестом до тех пор, пока он не согласился учредить альянс между Гоминьданом и КПК. Прилетев обратно в Нанкин, столицу гоминьданского Китая, Чан Кайши отдает приказ на арест Яна Хучэна. Ян Хучэн пребывал в тюрьме тринадцать лет, пока не был казнен в 1949 вместе с супругой, детьми и несколькими близким к нему офицерами. Некоторые члены семьи Яна Хучэна присоединились к коммунистам.